# セックス博物館

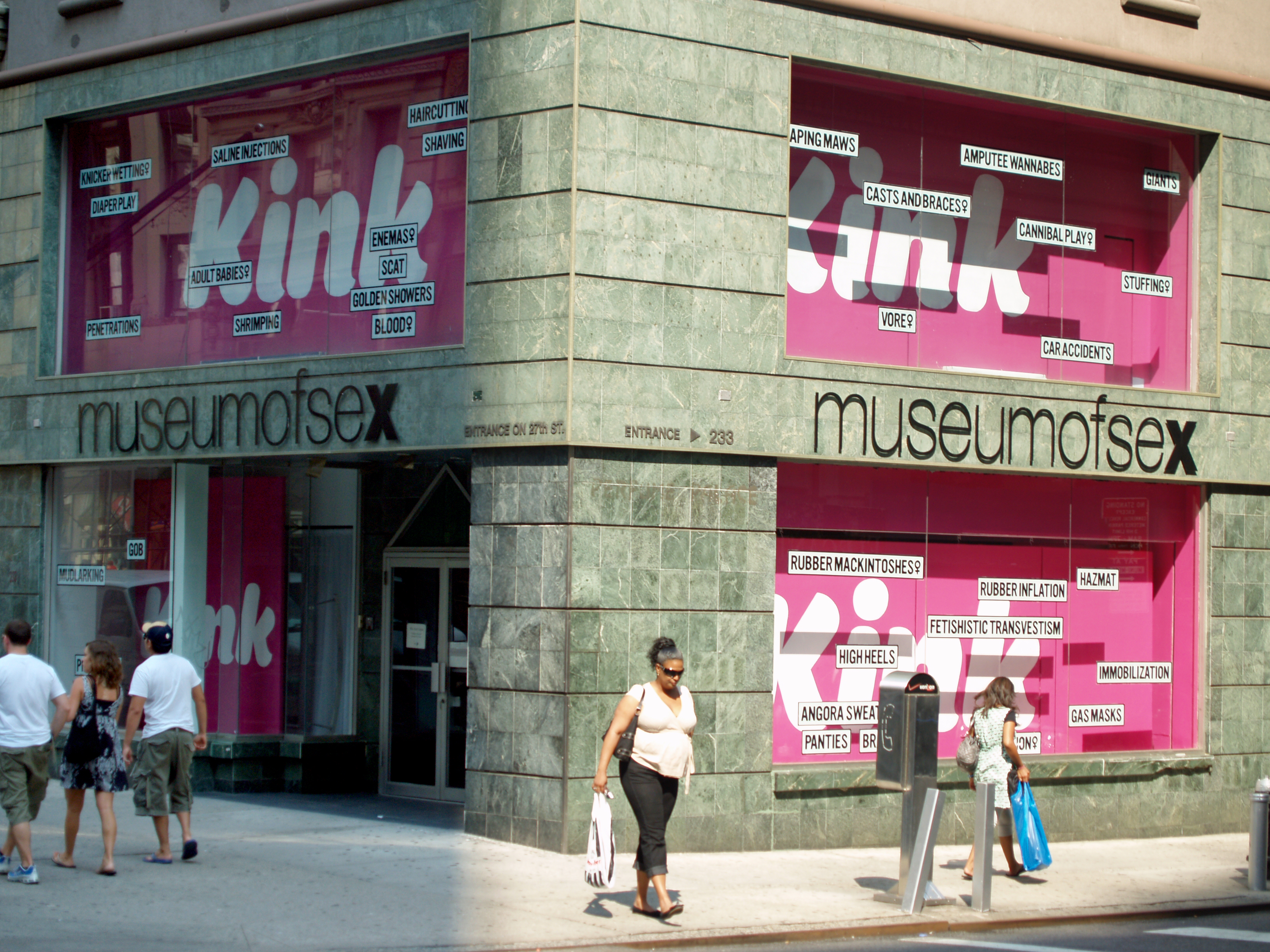
New York City's Museum of Sex

セックス博物館（性博物館、セックスミュージアム、sex museum）とは、エロティック・アートや歴史的な性具、エロティカの歴史に関する資料などを展示する博物館のことである。
そのような資料や物を収集した博物館は、1960年代末から1970年代にかけての性革命の時代にヨーロッパで流行した。
1990年代以降、露骨な表現を避けて「セックスミュージアム」ではなく、「エロティックミュージアム」や「エロティックアート・ミュージアム」と呼ばれることが多い。

## 一覧
以下に世界のセックス博物館の一覧を示す。

### アジア

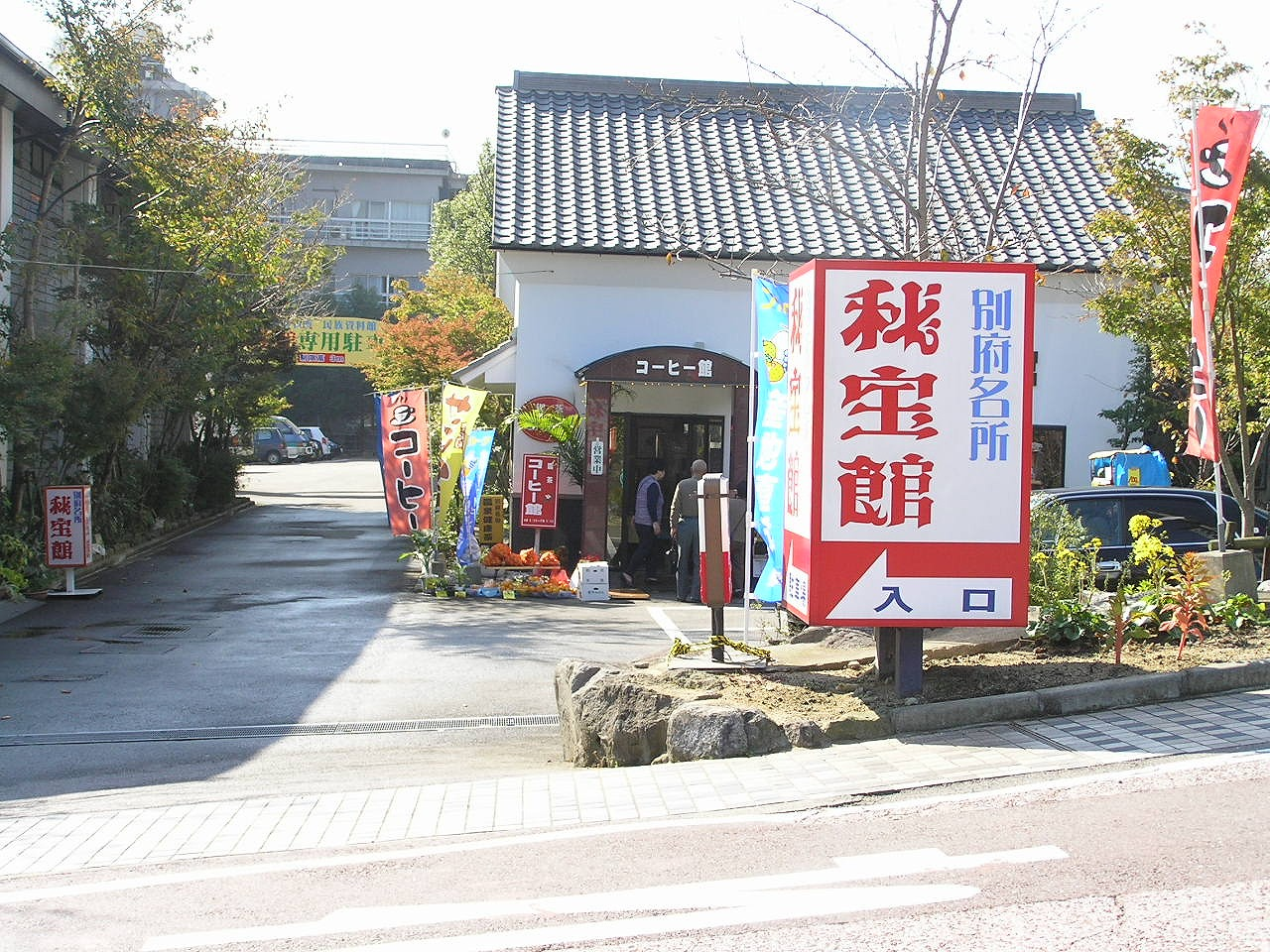
日本の大分県別府市鉄輪温泉の白池地獄の隣に存在した「別府秘宝館」

#### 中国
- 1999年、中国初の性博物館が上海の中心部にオープンし、2001年には郊外に移転した。設立者である性科学者リウ・タリン（英語版）博士の名前をとって「タリン文化展」と呼ばれたり、「古代中国性文化博物館」などと呼ばれたこともある。2004年初頭には再び同里（英語版）に移転し、現在は「中国性博物館（China Sex Museum）」として、3000点以上のエロティックな芸術品が展示されている[1][2]。

#### インド
- 2002年、ムンバイ（ボンベイ）にインド初のセックス博物館がオープンした[3]

#### 韓国
- 2003年、韓国初のセックス博物館「アジア・エロス・ミュージアム（Asia Eros Museum）」がソウルの仁寺洞にオープンした[4]。その後、同館は閉鎖された。
- 5年間の法廷闘争を経て、2006年3月に個人収集家のKim Whan Baeが済州島西帰浦市に「セックスと健康博物館（Museum of Sex and Health）」をオープンした[5]。
- 2004年にオープンした韓国の済州島の「済州ラブ・ランド」は、セックスをテーマにした野外彫刻公園で、性教育映画を上映し、さまざまな性的体位をとる人間を表現した140点の彫刻を展示している。

#### 日本
- 日本には、「秘宝館」と呼ばれる性風俗博物館が全国各地に存在する。観光地や温泉地のアミューズメント施設内にあり、組織ではなく個人で運営されているのが一般的となっている。その歴史は1960年代から70年代に遡るが、近年はこうした年配の男性向けのアミューズメント施設は減少し、1990年代から2000年代にかけてほとんどの性風俗資料館が閉鎖された[6][7][8][9][10]。

### オセアニア

#### オーストラリア
- 2001年、キャンベラに小さな「National Museum of Erotica」がオープンし、コレクションを増やし続けたが、その後すぐに閉館した[11]。

### ヨーロッパ

#### オランダ
- 1985年にアムステルダム性博物館が開館した。

#### フランス
- パリのエロティズム美術館（英語版）は1997年にオープンしたが、2016年に廃館した[12]。

#### ドイツ
- ハンブルクのレーパーバーン近くのエロティック美術館（英語版）は1992年にオープンした[13]。
- ベルリンのベアテ・ウーゼ・エロティック美術館（英語版）は1996年にオープンしたが、2014年には廃館した。当時、「世界最大のエロティック・ミュージアム」を謳っていた[14]。

#### デンマーク
- コペンハーゲンのエロティカ博物館（英語版）は1993年に開館したが[15]、財政問題のため2009年には閉鎖された。

#### スペイン
- バルセロナのエロティカ美術館（Museo de la Erotica）は1996年に開館した[16]。

#### ロシア
- 2004年にサンクトペテルブルクにロシア初のセックス博物館がオープンし、ラスプーチンのペニスが保存展示されていると謳っている[17][18]。
- モスクワ初のセックス博物館、その名も「トーチカG（「Gスポット」）」が2011年にオープンした[19]。

#### イタリア
- 特にセックス博物館というわけではないが、ナポリの国立考古学博物館は、2000年にその秘密の部屋（英語版）にある歴史的なエロティック・アートの膨大なコレクションを一般に公開した。展示品のほとんどはギリシャ・ローマ時代のもので、その多くは近隣のポンペイから出土したものである[20]。
- 2006年2月、イタリアのヴェネツィアに、ヴェネツィアのエロティックな歴史と歴史的・現代的なエロティック・アートを展示するエロティック美術館（スペイン語版）がオープンした[21]。

#### イギリス
- ロンドンの大英博物館にあるエロティックな品々を収めた「セクレタム（英語版）（食器棚55]）」。

#### チェコ
- チェコ共和国のプラハにあるセックスマシーン博物館（英語版）は、「機械的なエロティック器具の展示で、その目的は性交中に快楽をもたらし、非日常的で珍しい体位を可能にすること」である。館内には、「200以上のオブジェや機械器具が展示され、エロティックなテーマのアートギャラリー、古いエロティック映画を上映する映画館、エロティックな衣類など、その他人間の性欲に関する多くのものが展示されている[22]。

#### リトアニア
- 2009年7月13日、リトアニアで最初のエロティック博物館がカウナスにオープンした。

#### ギリシャ
- アテネ初のセックス博物館「Kama Sutra: the World Museum of Erotic Art」が、2012年にオモノイアセンターの44 Kapodistriou Streetにオープンした[23]。

#### ポーランド
- 2011年、ポーランド初のエロティック美術館がワルシャワにオープンし、2,000以上の品々を展示している。そこでは、世界中のアーティストによるエロティックな魅力を醸し出す美術品が飾られている[24]。2012年初め、移転場所を探し、美術館の維持費用を確保するために、美術館は閉鎖された。

#### ハンガリー
- 2019年、ブダペストに「Erotic&Sex Museum」がオープンし、セックスアートギャラリーやBDSM用具の展示が行われている[要出典]。

#### ウクライナ
- 1999年、ハルキウに性文化博物館（英語版）がオープンした。

### 北米

#### アメリカ合衆国
- シカゴのレザー・アーカイヴ&博物館（英語版）は、「レザーやキンク、フェチ、BDSMの歴史と文化を扱うコミュニティ・アーカイヴ兼図書館兼博物館」としてチャック・レンスロー（英語版）とTony DeBlaseによって1991年に設立された[25][26]。
- ニューヨーク市のミュージアム・オブ・セックス（英語版）は2002年にオープンした[27]。
- 2004年1月にハリウッドにハリウッド・エロティック・ミュージアム（英語版）がオープンした。しかし、この博物館は現在閉鎖されており、現在は同建物にFrederick's of Hollywoodの小売店が入居している[28]。
- 2005年10月16日、マイアミビーチに世界エロティック美術館（英語版）がオープンした[29]。
- ラスベガスのエロティック遺産博物館（英語版）は2008年8月3日にオープンした[30]。「24000平方フィートで世界最大のエロティック博物館」と謳っている。
- ネバダ州バージニアシティの「Julia C. Bulette Cafe, Saloon, and Red Light Museum」は、コムストック・ロードのブームタウンにあったレストランに併設された小さな博物館であった。殺害された地元の女主人であるジュリア・バレッテ（英語版）にちなんで命名された。しかし、2020年には閉鎖された[31]。

### 南米

#### ブラジル
- 2016年、「Museu do Sexo Hilda Furacão」がブラジルのミナスジェライス州ベロオリゾンテにオープンした[要出典]。